# Copa Intercontinental de Fútbol Playa 2014
La Copa Intercontinental de Fútbol Playa 2014 fue la cuarta edición del torneo patrocinado por Beach Soccer Worldwide. El torneo se desarrolló del 4 al 8 de noviembre. El evento reunió a ocho selecciones nacionales provenientes de los cuatro continentes.

## Participantes
| - Emiratos Árabes Unidos - Rusia - Estados Unidos - Brasil - Irán - Marruecos - Japón - Portugal |

## Fase de grupos

### Grupo A
| Selección              | Pts. | PJ | PG | PG+ | PP | GF | GC | Dif. |
| ---------------------- | ---- | -- | -- | --- | -- | -- | -- | ---- |
| Portugal               | 9    | 3  | 3  | 0   | 0  | 13 | 8  | +5   |
| Irán                   | 6    | 3  | 2  | 0   | 1  | 9  | 5  | +4   |
| Marruecos              | 3    | 3  | 1  | 0   | 2  | 8  | 14 | -6   |
| Emiratos Árabes Unidos | 0    | 3  | 0  | 0   | 3  | 6  | 9  | -3   |

| Fecha                  | Equipo 1               | Marcador | Equipo 2               |
| ---------------------- | ---------------------- | -------- | ---------------------- |
| 4 de noviembre de 2014 | Emiratos Árabes Unidos | 3-4      | Marruecos              |
| 4 de noviembre de 2014 | Irán                   | 2-4      | Portugal               |
| 5 de noviembre de 2014 | Portugal               | 6-4      | Marruecos              |
| 5 de noviembre de 2014 | Emiratos Árabes Unidos | 1-2      | Irán                   |
| 6 de noviembre de 2014 | Portugal               | 3-2      | Emiratos Árabes Unidos |
| 6 de noviembre de 2014 | Marruecos              | 0-5      | Irán                   |

### Grupo B
| Selección      | Pts. | PJ | PG | PG+ | PP | GF | GC | Dif. |
| -------------- | ---- | -- | -- | --- | -- | -- | -- | ---- |
| Rusia          | 9    | 3  | 3  | 0   | 0  | 16 | 5  | +11  |
| Brasil         | 6    | 3  | 2  | 0   | 1  | 18 | 9  | +9   |
| Irán           | 3    | 3  | 1  | 0   | 2  | 10 | 17 | -7   |
| Estados Unidos | 0    | 3  | 0  | 0   | 3  | 5  | 18 | -13  |

| Fecha                  | Equipo 1       | Marcador | Equipo 2       |
| ---------------------- | -------------- | -------- | -------------- |
| 4 de noviembre de 2014 | Estados Unidos | 3-10     | Brasil         |
| 4 de noviembre de 2014 | Rusia          | 9-3      | Japón          |
| 5 de noviembre de 2014 | Brasil         | 7-4      | Japón          |
| 5 de noviembre de 2014 | Rusia          | 5-1      | Estados Unidos |
| 6 de noviembre de 2014 | Japón          | 3-1      | Estados Unidos |
| 6 de noviembre de 2014 | Brasil         | 1-2      | Rusia          |

## Rondas de colocación

### Semifinales del quinto al octavo lugar
| Fecha                  | Equipo 1  | Marcador | Equipo 2               |
| ---------------------- | --------- | -------- | ---------------------- |
| 7 de noviembre de 2014 | Japón     | 3-4      | Emiratos Árabes Unidos |
| 7 de noviembre de 2014 | Marruecos | 7-3      | Estados Unidos         |

### Disputa del séptimo lugar
| Fecha                  | Equipo 1 | Marcador | Equipo 2       |
| ---------------------- | -------- | -------- | -------------- |
| 8 de noviembre de 2014 | Japón    | 6-1      | Estados Unidos |

### Disputa del quinto lugar
| Fecha                  | Equipo 1               | Marcador   | Equipo 2  |
| ---------------------- | ---------------------- | ---------- | --------- |
| 8 de noviembre de 2014 | Emiratos Árabes Unidos | 2-4 (pro.) | Marruecos |

## Fase final

### Semifinales
| Fecha                  | Equipo 1 | Marcador | Equipo 2 |
| ---------------------- | -------- | -------- | -------- |
| 7 de noviembre de 2014 | Rusia    | 4-3      | Irán     |
| 7 de noviembre de 2014 | Portugal | 3-5      | Brasil   |

### Disputa del tercer lugar
| Fecha                  | Equipo 1 | Marcador | Equipo 2 |
| ---------------------- | -------- | -------- | -------- |
| 8 de noviembre de 2014 | Irán     | 0-3      | Portugal |

### Final
| Fecha                  | Equipo 1 | Marcador   | Equipo 2 |
| ---------------------- | -------- | ---------- | -------- |
| 8 de noviembre de 2014 | Rusia    | 2-3 (pro.) | Brasil   |

|                              |
| Campeón Brasil Primer título |

## Premios
| Mejor Jugador (MVP)                                   | Mejor Jugador (MVP) | Mejor Jugador (MVP) | Mejor Jugador (MVP) |
| ----------------------------------------------------- | ------------------- | ------------------- | ------------------- |
| Mão                                                   |                     |                     |                     |
| Goleador                                              |                     |                     |                     |
| Dimitry Shishin Mohammad Ahmadzadeh Goto Bruno Xavier |                     |                     |                     |
|                                                       |                     |                     |                     |
| Mejor Portero                                         |                     |                     |                     |
| Mão                                                   |                     |                     |                     |

## Goleadores
| Posición | Jugador             | Goles |
| -------- | ------------------- | ----- |
| 1        | Mohammad Ahmadzadeh | 6     |
| 2        | Bruno Xavier        | 6     |
| 3        | Dmitry Shishin      | 6     |
| 4        | Takasuka Goto       | 6     |

## Clasificación final
| Pos.              | Equipo                 |
| ----------------- | ---------------------- |
| Medalla de oro    | Brasil                 |
| Medalla de plata  | Rusia                  |
| Medalla de bronce | Portugal               |
| 4                 | Irán                   |
| 5                 | Marruecos              |
| 6                 | Emiratos Árabes Unidos |
| 7                 | Japón                  |
| 8                 | Estados Unidos         |